# Sociosa macrographa
Sociosa macrographa es una especie de polilla de la familia Tortricidae. Se encuentra en Birmania